# Runaways (série de televisão)
Marvel's Runaways (ou simplesmente Runaways) é uma série de televisão estadunidense criada por Josh Schwartz e Stephanie Savage para o Hulu, baseada na equipe homônima, da Marvel Comics. É situada no Universo Cinematográfico Marvel, compartilhando continuidade com os filmes e outras séries de televisão da franquia. A série é produzida pela ABC Signature Studios, Marvel Television e Fake Empire Productions, com Schwartz e Savage atuando como showrunners.
Rhenzy Feliz, Lyrica Okano, Virginia Gardner, Ariela Barer, Gregg Sulkin e Allegra Acosta estrelam como os Fugitivos, seis adolescentes de diferentes origens que se unem contra seus pais, o Orgulho, interpretados por Angel Parker, Ryan Sands, Annie Wersching, Kip Pardue, Ever Carradine, James Marsters, Brigid Brannagh, Kevin Weisman, Brittany Ishibashi e James Yaegashi. Um filme da Marvel Studios baseado nos Fugitivos começou a ser desenvolvido em maio de 2008, porém o projeto foi arquivado em 2013 devido ao êxito alcançado pelo filme The Avengers. Em agosto de 2016, a Marvel Television anunciou que Runaways tinha recebido uma ordem de piloto do canal Hulu, depois do episódio ser desenvolvido e escrito por Schwartz e Savage. O elenco para os Fugitivos e o Orgulho foi revelado em fevereiro de 2017. As filmagens começaram em Los Angeles em fevereiro de 2017. A série foi oficialmente ordenada pelo Hulu em maio de 2017.
A primeira temporada, que possui 10 episódios, foi exibida de 21 de novembro de 2017 a 9 de janeiro de 2018. Em janeiro de 2018, Runaways foi renovada para uma segunda temporada de 13 episódios, que foi lançada inteiramente em 21 de dezembro de 2018. Em março de 2019, a série foi renovada para uma terceira e última temporada de 10 episódios.

## Premissa
Seis adolescentes de diferentes origens se unem contra um inimigo comum - seus pais criminosos, coletivamente conhecidos como o Orgulho. Na segunda temporada, os adolescentes fogem de seus pais e, agora que estão vivendo sozinhos, começam a procurar meios para impedir a Orgulho antes de suspeitarem da existência de um infiltrado entre eles; que mantém contato com Jonah e o está ajudando a concretizar seu perigoso plano.

## Elenco e personagens

### Principal
- Rhenzy Feliz como Alex Wilder: Um nerd que deseja se reunir com seus amigos de infância. Ele é o líder dos Fugitivos.[4]
- Lyrica Okano como Nico Minoru:

Uma Wicca que se isola com sua aparência gótica e é um membro dos Fugitivos. Ao contrário dos quadrinhos, Nico não convoca o Cajado do Absoluto através de automutilação. Okano disse que isso foi alterado, "por uma boa razão", pois haveria "muitos jovens adolescentes assistindo a série e não queremos promover nada como se auto-mutilar, porque isso é grave". Ela acrescentou que um elemento de tirar sangue ainda estaria envolvido.
- Virginia Gardner como Karolina Dean:

Uma alienígena-híbrido, sobrecarregada por sua educação religiosa, que quer seguir seus próprios desejos em vez de seguir os passos de sua mãe. Ela é um membro dos Fugitivos. Karolina tem a capacidade de voo, brilhar com a luz colorida do arco-íris e disparar feixes de luz.
- Ariela Barer como Gert Yorkes: Uma riot grrrl, ativista social e um membro dos Fugitivos. Ela também tem uma ligação telepática com sua dinossaura geneticamente modificada, Alfazema.[4]
- Gregg Sulkin como Chase Stein:

Um jogador de lacrosse do ensino médio que muitas vezes é enxergado como um atleta burro, mas exibe conhecimento em engenharia, e é um membro dos Fugitivos. Os roteiristas queriam que o personagem tivesse "mais camadas" do que os quadrinhos. Chase é representado como tendo o potencial de ser tão genial quanto seu pai, e constrói as manoplas chamadas "Fistigonas". Connor Falk interpreta um Chase criança.
- Allegra Acosta como Molly Hernandez: O membro mais jovem dos Fugitivos. Molly descobre que ela tem a capacidade de força e invulnerabilidade sobre-humana.[4] Evelyn Angelos interpreta uma Molly criança.[11]
- Angel Parker como Catherine Wilder: A mãe de Alex, uma advogada bem sucedida e um membro do Orgulho.[2]
- Ryan Sands como Geoffrey Wilder: O pai de Alex e um empresário autoproduzido que teve um caminho extenuante para seu sucesso e é um membro do Orgulho.[2]
- Annie Wersching como Leslie Dean: A mãe de Karolina, a líder do grupo religioso da Igreja do Gibborim e a líder do Orgulho.[2][12]
- Kip Pardue como Frank Dean: O pai de Karolina, um ex-ator que teve uma curta carreira no cinema e na TV e um membro da Igreja do Gibborim.[2][12]
- Ever Carradine como Janet Stein: A mãe de Chase, que tem uma mente brilhante, e um membro do Orgulho.[2] Sorel Carradine interpreta uma jovem Janet.[10]
- James Marsters como Victor Stein:

O pai de Chase, um engenheiro genial e um membro do Orgulho. Marsters foi inspirado pela interpretação que Vincent D'Onofrio faz de Wilson Fisk em Daredevil, dizendo que foi "exatamente o oposto do que eu estava esperando". Marsters procurou um ponto em comum com Victor, dizendo: "Eu não sou um pai abusivo, mas eu não sou um pai perfeito. Eu não acho que alguém seja." Ele acrescentou que Victor só quer que Chase atenda ao seu potencial. Tim Pocock interpreta um jovem Victor.
- Brigid Brannagh como Stacey Yorkes: A mãe de Gert, uma bioengineira e um membro do Orgulho.[2]
- Kevin Weisman como Dale Yorkes: O pai de Gert, um bioengineiro e um membro do Orgulho.[2]
- Brittany Ishibashi como Tina Minoru:

A mãe de Nico, que é uma brilhante inovadora, uma CEO implacável e um membro do Orgulho. A personagem apareceu anteriormente no filme Doutor Estranho, em um papel de figurante como uma Mestre das Artes Místicas interpretada por Linda Louise Duan. Os produtores se sentiram livres para reescalar o papel e criar uma versão diferente de Tina Minoru desde que a personagem não foi nomeada naquele filme.
- James Yaegashi como Robert Minoru: O pai de Nico, um brilhante inovador e um membro do Orgulho.[2]
- Julian McMahon como Jonah:

O pai biológico de Karolina e o benfeitor do Orgulho. McMahon descreveu Jonah como "o cara rico que é bem orientado pelo ego e dirigido pela missão ... que está tentando realizar certas coisas e se alguma coisa atrapalhar seu caminho ele passaria por ela". McMahon não apareceu nos quatro episódios como o personagem em seu estado de quase morte. Ric Sarabia interpretou o personagem neste estado.

### Recorrente
- Danielle Campbell como Eiffel: Uma garota popular na Academia Atlas que pratica bullying em Karolina.
- Pat Lentz como Aura: Um membro da Igreja do Gibborim que trabalha para os Deans.
- Heather Olt como Frances: Um membro da Igreja do Gibborim que trabalha para os Deans.
- DeVaughn Nixon como Darius Davis: Um antigo associado de Geoffrey que guarda rancor contra ele.
- Cody Mayo como Vaughn Kaye: O assistente de Leslie Dean na Igreja do Gibborim. O nome do personagem é uma homenagem ao criador dos Fugitivos, Brian K. Vaughan.[20]
- Ajiona Alexus como Livvie: A cunhada de Darius que é interesse amoroso de Alex.
- Helen Madelyn Kim como Megan: Uma funcionária do Orgulho que sem saber é abusada pelos chefes.
- Myles Bullock como Anthony "AWOL" Wall: O parceiro corrupto de Flores que persegue os Fugitivos.
- Elizabeth Hurley como Morgana: Uma feiticeira que é a principal antagonista da terceira temporada.[21]
- Scarlett Byrne como Bronwyn: Uma bruxa do grupo de Morgana.

Alfazema, uma Deinonico geneticamente modificada telepaticamente ligada a Gert Yorkes, aparece na série. A personagem é retratada por um fantoche que foi operado por seis pessoas, incluindo uma pessoa que bombeia ar através do fantoche para mostrar a respiração da dinossaura. Barer chamou o fantoche de "incrível ... Você vê suas emoções."

### Convidado
- Zayne Emory como Brandon: Um membro da equipe de lacrosse de Chase.
- Timothy Granaderos como Lucas: Um membro da equipe de lacrosse de Chase.
- Nicole Wolf como Destiny Gonzalez: Uma jovem que se junta à Igreja do Gibborim e é sacrificada logo depois pelo Orgulho.
- Nathan Davis Jr. como Andre: Um associado de Darius, que é usado como sacrifício pelo Orgulho.
- Alex Fernandez como Flores: Um tenente do LAPD que trabalha para o Orgulho.
- Ryan Doom como Alphona: O treinador de lacrosse de Chase.
- Devan Chandler Longo como Kincaid: Um homem contratado por Tina Minoru para fins desonestos.
- Amanda Suk como Amy Minoru: A irmã de Nico, a melhor amiga de Alex e filha de Tina e Robert, que morreu antes do início da série. Chandler Shen interpreta uma Amy criança.
- Vladimir Caamaño como Gene Hernandez: Um geólogo que é pai de Molly e um ex-membro do Orgulho que morreu em um incêndio.
- Carmen Serano como Alice Hernandez: Uma geóloga que é mãe de Molly e ex-membro do Orgulho que morreu em um incêndio.
- Marlene Forte como Graciela Aguirre: Um parente distante de Molly.
- Jan Luis Castellanos como Topher: Um jovem "difícil e complicado" que se junta aos Fugitivos.[3]
- Olivia Holt como Tandy Bowen / Adaga : Uma adolescente com a habilidade de emitir adagas de luz que podem causar dor corporal, deslumbrar e eliminar vícios de seus alvos à distância. Além disso, ela pode ver as maiores esperanças daqueles que toca e até roubá-los para si mesma. Holt estrelou o personagem do programa Cloak & Dagger.[23]
- Aubrey Joseph como Tyrone Johnson / Manto : Um adolescente com a habilidade de gerar e envolver outras pessoas nas sombras e transportá-las para a Dimensão das Trevas. Além disso, ele pode ver os maiores medos daqueles que toca, bem como se teletransportar para longas distâncias. Joseph estrelou como o personagem de Cloak & Dagger.[23]

Stan Lee faz uma aparição como um motorista de limusine.

## Episódios
| Temporada | Temporada | Episódios | Episódios | Originalmente lançado  | Originalmente lançado  |
| Temporada | Temporada | Episódios | Episódios | Estreia da temporada   | Final da temporada     |
| --------- | --------- | --------- | --------- | ---------------------- | ---------------------- |
|           | 1         | 10        | 10        | 21 de novembro de 2017 | 9 de janeiro de 2018   |
|           | 2         | 13        | 13        | 21 de dezembro de 2018 | 21 de dezembro de 2018 |
|           | 3         | 10        | 10        | 13 de dezembro de 2019 | 13 de dezembro de 2019 |

### 1.ª temporada (2017-18)
| N.º na série | N.º na temp. | Título                            | Dirigido por       | Escrito por                          | Exibição original      |
| --- | ------------ | --------------------------------- | ------------------ | ------------------------------------ | ---------------------- |
| 1 | 1            | "Reunion" "(Reencontro)"          | Brett Morgen       | Josh Schwartz & Stephanie Savage     | 21 de novembro de 2017 |
| Uma garota chamada Destiny é "resgatada" pela Igreja de Gibborim de dois assaltantes, que na verdade estavam tentando salvá-la. Seis meses depois, os amigos Alex Wilder, Nico Minoru, Karolina Dean, Gert Yorkes, Chase Stein e Molly Hernandez se distanciaram desde a morte da irmã de Nico, Amy, dois anos antes. Alex usa uma reunião para o grupo de seus pais, o Orgulho para alcançar os outros, mas eles o recusam. Mais tarde, eles mudam de ideia: Karolina remove sua pulseira da Igreja de Gibborim em uma festa, vê suas mãos brilhando e perde a consciência - Chase a salva de ser estuprada; por causa disso, Chase levanta Gert para uma sessão de estudos, e ela pega sua irmã adotiva Molly, que descobriu que ela tem super força e que seus pais têm uma criatura no porão; e Nico chega depois de não entrar em contato com o espírito de Amy em um ritual. A reunião é desajeitada, mas logo descobrem uma passagem secreta na casa que leva os pais a sacrificar o Destino em um ritual. O flash da câmera de Molly é visto pelos pais.                                                                                     |              |                                   |                    |                                      |                        |
| 2 | 2            | "Rewind" "(Passado)"              | Roxann Dawson      | Josh Schwartz & Stephanie Savage     | 21 de novembro de 2017 |
| Antes do ritual, Geoffrey Wilder havia confrontado um antigo associado de seu tempo como criminoso, ameaçando-o de interferir no projeto de construção do Pride; Victor Stein estava tendo problemas para testar o recipiente usado no ritual; Leslie Dean convenceu Destiny a não deixar a Igreja de Gibborim até que ela alcançasse o estágio de "Ultra", que envolve o então próximo ritual secreto; seu marido Frank, um ator que não é membro do Pride, perdeu seu agente devido ao seu papel como co-fundador da Igreja. O grupo reluta em sacrificar alguém da mesma idade que seus filhos, mas vá em frente de qualquer maneira. Quando eles vêem o flash, eles correm para investigar, mas estão convencidos pelas crianças de que houve um problema elétrico na casa. Geoffrey depois encontra o grampo de Molly fora da entrada da passagem secreta, enquanto Victor percebe que seu contêiner está com defeito e que Destiny ainda está vivo dentro dele. Enquanto isso, Frank tenta, sem sucesso, entrar no escritório particular de Leslie, onde uma figura decrépita está em outro contêiner de Victor.                               |              |                                   |                    |                                      |                        |
| 3 | 3            | "Destiny" "(Destiny)"             | Nina Lopez-Corrado | Kalinda Vazquez                      | 21 de novembro de 2017 |
| Karolina é informada de que o destino está oficialmente em Londres para uma viagem da Igreja. Nico investiga o Cajado de Um, mas é incapaz de controlar seu poder e pede ajuda a Alex. Chase e Gert usam algumas das invenções de Victor para procurar por Destiny na casa dos Steins, e então descobrem que a criatura na casa dos Yorkes é um dinossauro geneticamente modificado pelos pais de Gert. Tina e Robert Minoru tentam lidar com o casamento em deterioração, devido à morte de Amy, mas isso termina com Robert continuando um caso secreto com Janet Stein, e Tina voltando para casa para encontrar Nico e Alex (fingindo estar envolvido romanticamente para evitar suspeitas). Catherine Wilder confronta Molly, mas a última é que ela andou furtivamente para roubar álcool para as outras crianças. Catherine promete contar a Molly sobre seus pais que morreu em um incêndio quando Molly era jovem (os membros do Pride culparam um ao outro por fazer isso). Os Yorkes planejam se mudar com Gert, Molly e seu dinossauro para um rancho remoto em Yucatan agora que o Orgulho acabou, mas o corpo do Destino é encontrado. |              |                                   |                    |                                      |                        |
| 4 | 4            | "Fifteen" "(Quinze)"              | Ramsey Nickell     | Tamara Becher-Wilkinson              | 28 de novembro de 2017 |
| O Pride realiza uma reunião de emergência, embora os Yorkes estejam em busca do seu dinossauro desaparecido. Victor aceita a responsabilidade pelo sacrifício fracassado; ele e Robert vão encontrar um novo. Eles tentam seqüestrar um homem sem lar, mas eles estragam o ato e são presos. Karolina é evitada na escola como uma puta, e Chase é dito para se desculpar com seu lacrosse colegas de equipe que ele feriu quando ele parou de estuprá-la. Em vez disso, ele sai da equipe. Karolina revela a Chase como seu corpo brilha sem seu bracelete. Ela e Gert também procuram provas da inocência de seus pais, mas, com a ajuda de Alex, percebem que Leslie seleciona pessoas de sua igreja para se sacrificarem por anos. Isso não inclui Amy, que parecia se suicidar, mas Nico acredita que foi assassinado pelo Pride. Ela vai à polícia, mas sai quando vê Victor e Robert conversando com um policial aparentemente em sua folha de pagamento. Os Yorkes encontram o dinossauro, fazendo o que Gert diz a ela para fazer, e então são ameaçados por Tina, que sabe sobre Yucatan. Alex é sequestrado.                              |              |                                   |                    |                                      |                        |
| 5 | 5            | "Kingdom" "(Reino)"               | Jeffrey W. Byrd    | Rodney Barnes & Michael Vukadinovich | 5 de dezembro de 2017  |
| Em flashback, Geoffrey faz um acordo com o misterioso Jonah para comprar terras e tem que convencer seu colega de cela Darius a levar a culpa por atirar em alguém para sair da prisão. No presente, Darius sequestrou Alex como resgate para Geoffrey pagar um milhão de dólares. Nico leva Karolina, Gert, Molly e Chase para o resgate, usando a equipe para encontrar Alex. Geoffrey aparece com LAPD para derrotar Darius e seus homens, Alex atira em Andre, um dos capangas de Darius, mas ele é pego de novo. Os amigos de Alex aparecem e usam suas novas habilidades para que Darius corra. Alex retorna para Geoffrey, que diz a ele para ir para casa enquanto ele prepara Andre para um sacrifício. Todas as crianças entram na sala secreta apenas para perceber que o Orgulho moveu o sacrifício para outro lugar. Tina revela que sabe que Nico usou o pessoal, mas permite que ela o use e a máquina do tempo de Victor mostra Los Angeles desmoronando no futuro. Frank falha em ir Ultra e o sacrifício funciona revelando que o homem que o Pride estava revivendo é Jonah que exige ver Karolina.                               |              |                                   |                    |                                      |                        |
| 6 | 6            | "Metamorphosis" "(A Metamorfose)" | Patrick Norris     | Kalinda Vazquez                      | 12 de dezembro de 2017 |
| Jonas registrou todos os pais durante o primeiro sacrifício, a fim de mantê-los sob controle e impedi-los de deixar o Orgulho. O orgulho hospeda sua gala anual e as crianças usam o tempo para baixar imagens dos sacrifícios anteriores dos servidores do Minoru. Gert deduz que Karolina é lésbica, mas ela fica brava com ela por não ser honesta com Chase. Enquanto bêbada no telhado, Karolina descobre que ela pode voar e Chase a beija a qual ela é plácida. Alex e Nico invadiram o escritório de Tina para pegar as imagens, fazendo com que Nico suspeitasse dele, já que ele sabia a senha com bastante facilidade. Durante o discurso dos membros do Pride, Victor revela seu conhecimento do encontro de Robert e Janet e entra em colapso de seu tumor cerebral. Jonah usa seu remédio experimental para reanimá-lo, deixando-o feliz eufórico com sua família. Frank parece saber sobre o relacionamento secreto de Leslie e Jonah, mas mantém essa informação para si mesmo. Molly, em um esforço para saber mais sobre seus pais, acidentalmente deixa escapar a Catherine sobre seu conhecimento do orgulho.                    |              |                                   |                    |                                      |                        |
| 7 | 7            | "Refraction" "(Refração)"         | Peter Hoar         | Quinton Peeples                      | 19 de dezembro de 2017 |
| Victor vê uma mensagem de Chase do futuro dizendo-lhe para não pegar os fistigons. Frank recebe luvas curativas de Jonah, fazendo com que Leslie fique desconfiada. Molly fica distante dos outros e tenta juntar-se às líderes de torcida que a desconsideram e encontram consolo com Karolina. Dale e Stacy descobrem que a cura de Jonah deixa as pessoas hiperativas e eufóricas, mas lhes dá uma ressaca. Na casa aberta, Leslie faz com que Janet termine com Robert, que concorda com a mudança de comportamento de Victor e faz com que Tina leve Robert de volta. Geoffrey e Catherine dizem a Dale e Stacy que eles devem fazer algo sobre Molly como ela sabe sobre as atividades do Orgulho. Eles dizem a Molly que ela vai ser mandada embora, o que a irrita e Gert a conforta. Frank descobre que Jonah vive há muito tempo e finalmente confronta Leslie sobre o que ela e Jonah estão fazendo. Nico obriga Alex a revelar como ele sabia a senha de Tina. Victor de repente se torna violento novamente e ataca seu filho com os fistigons apenas para ser baleado por Janet.                                                       |              |                                   |                    |                                      |                        |
| 8 | 8            | "Tsunami" "(Tsunami)"             | Millicent Shelton  | Rodney Barnes & Michael Vukadinovich | 26 de dezembro de 2017 |
| Victor sangra quando os membros do Pride chegam para tentar remendá-lo, embora isso se mostre ineficiente. Leslie tem Frank chegando para usar suas luvas curativas, mas envia Victor em coma. Tina entra em contato com Jonah, que os instrui a fazer com que Janet seja sacrificada por Victor, fazendo o Orgulho discutir. Robert decide se sacrificar, mas Tina destrói a vagem reafirmando sua devoção a ele. Victor é levado para ser revivido mais tarde. Karolina decide contar a Frank tudo o que sabe sobre o Orgulho, colocando-o ao seu lado. Alex revela a um irritado Nico que ele estava ciente da espionagem de Amy e foi dito para manter suas informações em segredo. Molly está morando com sua parente, Graciela, que dá a Molly uma carta contendo uma chave. Isso a leva a um armário que contém um VHS fita. Nico encontra as coisas de Amy e Alex consegue com sucesso as filmagens de seus pais, mas seu laptop é destruído por um Chase simpático. Em flashback, Amy descobre que seu laptop foi hackeado e confidencia suas descobertas a Kincaid. Após "ele" descobrir, Amy tenta fugir de casa, mas é pego.             |              |                                   |                    |                                      |                        |
| 9 | 9            | "Doomsday" "(Juízo Final)"        | Jeremy Webb        | Jiehae Park & Kendall Rogers         | 2 de janeiro de 2018   |
| Dez anos antes, Leslie assassina Gene e Alice Hernandez com uma bomba enquanto Tina escuta ao telefone. Molly sobrevive devido a pedras brilhantes estranhas dando-lhe poderes. No presente, Janet cobre a ausência de Victor para o público enquanto Jonah encarrega os membros restantes do Pride com seu plano atual; para usar a empresa de perfuração de Geoffrey para cavar um buraco debaixo de Los Angeles. Darius monitora a área e expressa suas suspeitas à esposa. Molly retorna ao grupo com a fita VHS que contém um vídeo de seus pais avisando sobre as atividades do Pride. As crianças decidem usar a dança da escola como cobertura para se infiltrar no local da perfuração. Antes de sair, Gert e Chase fazem sexo enquanto Karolina beija Nico, revelando seus sentimentos por ela. Frank revela tudo o que sabe para Jonas, que transmite o fato de que as crianças sabem tudo para seus pais. As crianças chegam ao local de perfuração e conseguem parar a broca. O orgulho chega para confrontar seus filhos que decidiram finalmente tomar uma posição. As crianças revelam seus poderes e o Orgulho fica chocado.        |              |                                   |                    |                                      |                        |
| 10 | 10           | "Hostile" "(Hostil)"              | Marc Jobst         | Quinton Peeples                      | 9 de janeiro de 2018   |
| Karolina é sequestrada por Jonah enquanto o restante dos Runaways se esconde. Eles chegam à floresta fora de Los Angeles e Gert é forçado a deixar seu dinossauro, agora chamado Old Lace, ir. Encontrando novos disfarces, Chase e Molly se infiltram na Igreja de Gibborim para resgatar Karolina enquanto Alex espera do lado de fora e ouve seus pais anunciando sua intenção de encontrá-lo sozinhos. Leslie e os Yorkes descobrem que Jonah está procurando algo que seja "vivo". Leslie revela que ela foi indiretamente responsável pela morte de Amy e que ela não tem certeza da lealdade de Frank. Ela consegue convencer os Yorkes, os Minorus e Janet a se unirem a ela para matar Jonah. Alex faz um acordo com Darius, dizendo-lhe tudo sobre o orgulho. Em troca, Darius dá Alex centenas de dólares para ele e seus amigos e uma arma. Jonah planeja seu próximo passo com Frank sobre o corpo de Victor e revela que ele precisa de outro sacrifício. As Runaways chegam a um ponto de ônibus e se reencontram com Old Lace, mas são forçados a correr ao ver que eles foram enquadrados pelo assassinato de Destiny.              |              |                                   |                    |                                      |                        |

### 2.ª temporada (2018)
| N.º na série | N.º na temp. | Título                                  | Dirigido por        | Escrito por                      | Exibição original      |
| --- | ------------ | --------------------------------------- | ------------------- | -------------------------------- | ---------------------- |
| 11 | 1            | "Gimme Shelter" "(Me-dê Abrigo)"        | Allison Liddi-Brown | Josh Schwartz & Stephanie Savage | 21 de dezembro de 2018 |
| Enquanto o Pride continua à procura de seus filhos, Chase recebe seus punhos enquanto o dinheiro de Alex é roubado por um motociclista sem-teto chamado Mike em uma bicicleta. Alex, que não explica onde conseguiu o dinheiro, sai para tirar mais proveito de Darius, que o manda pintar o quarto de seu filho ainda não nascido. Ele também conhece Livvie, cunhada de Darius, que o acha atraente. Os Yorks aprendem sobre a fita VHS de Hernandez e vão a Graciela para obtê-la. Quando ela reage violentamente, Tina a mata e faz parecer que ela morreu de causas naturais. Os Runaways encontram seu corpo e mantêm um memorial para ela em uma reunião de sem-teto. Jonah diz a Victor inconsciente que eles precisam ajudar um ao outro a melhorar. O resto do Pride decide que eles precisam agir contra Jonah, então Tina assume o comando com Geoffrey como seu "co-capitão". Os Runaways encontram Mike em uma bicicleta e recuperam suas coisas; descobrindo um albergue escondido nas montanhas que eles chamam de lar no processo. Karolina se encontra com Jonah em particular para discutir seu relacionamento quando eles sentem um terremoto violento. |              |                                         |                     |                                  |                        |
| 12 | 2            | "Radio On" "(Radio Ligado)"             | Chris Fisher        | Warren Hsu Leonard               | 21 de dezembro de 2018 |
| Jonah ensina Karolina como usar seus poderes sem a pulseira. Alex finalmente diz aos outros Runaways que ele está trabalhando com Darius, para grande desgosto deles. Jonah procura a ajuda de Janet no trabalho de Victor. Depois, ela pega um livro de Jonah que deve traduzir e conta a Geoffrey sobre o que está fazendo. Karolina, Nico e Molly invadem a casa dos Minorus para roubar o Cajado de Um e acabam lutando com Tina. Depois de um pouco de persuasão, Tina cede, mas diz a Nico que eles não são mais uma família. Nico percebe que Karolina não precisa de sua pulseira e a acusa de se conter. Chase e Gert aprofundam o relacionamento e tentam trazer o poder de volta ao albergue. Eles queimam um fusível e, juntos, usam o Old Lace para assustar os trabalhadores elétricos e roubar alguns de seus equipamentos. Alex volta para ajudar Darius e se aproxima de Livvie, que não acredita nas notícias sobre ele. Molly foge do albergue no momento em que os Wilders decidem enquadrar outra pessoa pelo assassinato de Destiny para trazer seus filhos para fora. Darius liga para Geoffrey para dizer que ele sabe onde Alex está.              |              |                                         |                     |                                  |                        |
| 13 | 3            | "Double Zeros" "(Zero Duplo)"           | Larry Teng          | Kirk A. Moore                    | 21 de dezembro de 2018 |
| Os Runaways tentam usar suas novas habilidades sem Alex, que ainda está conversando com Darius e sua família. Gert ainda está impaciente sem a medicação, o que diz respeito a Chase. Molly continua a esgueirar-se e usar seus poderes para "combater o crime", com Nico a repreendendo, embora ela não conte a Gert. Leslie está chateado com Frank por assumir a igreja, mas ele diz a ela que ele está apenas brincando com Jonah. Jonah faz Leslie pegar seu DNA dos Yorkes e tenta fazer Victor estudar suas plantas. Ele envia Janet à mente de Victor e ela o ajuda a decodificar a linguagem de Jonah. Darius finalmente vende Alex para Geoffrey, que por sua vez tenta fazer as pazes com ele, dando-lhe um cartão-chave do hotel. Alex secretamente envia ajuda para os fugitivos, que vêm e o salvam. Darius chega ao hotel e conhece Catherine, que o mata e o enquadra pelo assassinato de Destiny; limpando os fugitivos. Alex se recoloca com seus amigos enquanto Gert descobre as corridas à meia-noite de Molly. Ela é seguida de volta ao albergue por outro adolescente chamado Topher, que os cobre.                                                 |              |                                         |                     |                                  |                        |
| 14 | 4            | "Old School" "(Velha Escola)"           | Patrick Norris      | Tracy McMillan                   | 21 de dezembro de 2018 |
| Todos, exceto Molly, não confiam em Topher, apesar de sua visão amigável e conhecedora das ruas. Nico percebe que ele aplica uma substância estranha ao pulso que ele usa para mostrar sua força, mas mantém para si mesma. De manhã, Topher se une a Molly por um possível relacionamento. Geoffrey castiga Catherine por trair Darius. Karolina mais uma vez foge para se encontrar com Jonah sob o pretexto de procurar emprego. Alex percebe que eles precisam obter um drive de computador da Academia Atlas, então o grupo e Topher vão lá para procurar. Enquanto Topher está dentro, os Yorkeses provocam um terremoto no local da perfuração, fazendo com que os alunos saiam da escola. Gert entra furtivamente, mas é pego pela enfermeira, alertando os pais que vêm procurar seus filhos. Os Runaways pegam o computador e escapam. Jonah e Karolina vão para o local de perfuração e avistam os Yorkeses saindo. Nico pega a substância de Topher e exige saber o que é. Um Jonah doentio leva uma Karolina curiosa pelo buraco para obter respostas. |              |                                         |                     |                                  |                        |
| 15 | 5            | "Rock Bottom" "(Fundo do Poço)"         | Scott Peters        | Jake Fogelnest                   | 21 de dezembro de 2018 |
| Topher afirma que ele foi expulso por seus pais e que encontrou pedras únicas em um terrário em um beco. Embora ainda estejam em dúvida, o grupo o deixou ficar e Molly conta sobre o local da escavação. Karolina e Jonah chegam ao fundo, onde o último descobre suas raízes alienígenas e sua família extensa. Topher de repente sai de manhã e os fugitivos perseguem-se ao saber de seu plano. Leslie e Frank se reconectam sobre as mentiras de Jonah, com o último enfurecido ao saber que ele está com Karolina. Robert tenta intimidar Jonah sobre o paradeiro de seus filhos, mas ele é dominado por membros da igreja e trazido de volta vivo para o resto do Orgulho. Os Runaways encontram Topher na casa de seus pais e descobrem que ele mentiu sobre seu passado. Ele testemunhou a morte dos Hernandez e ficou viciado em suas pedras. Uma briga começa, resultando em Topher sendo ferido. Molly faz as pazes com os fugitivos. Karolina foge para conversar com Leslie sobre Jonah, enquanto Gert foge para um hospital para obter medicação contra o estresse.                                                                                          |              |                                         |                     |                                  |                        |
| 16 | 6            | "Bury Another" "(Enterre Outro)"        | Ami Canaan Mann     | Ashley Wigfield                  | 21 de dezembro de 2018 |
| Jonas enfrenta o orgulho; dizendo sem rodeios que ele planeja ter seu navio desenterrado para poder voltar para casa sem problemas e que ele deixará parte de sua tecnologia para eles usarem para a humanidade. O Pride ainda tem dificuldade em acreditar nele, pois seu navio pode causar mais terremotos. Leslie diz a Karolina que Jonah não deve ser confiável e que ele foi quem matou Amy. Gert manda Janet assinar para ela no hospital. Chase vem buscá-la e tem uma reunião agridoce com Janet, que lhes diz que Jonah planeja fazer outro sacrifício. Desesperado, Jonah sequestra Geoffrey para que ele possa reter seu corpo por mais tempo. Janet diz aos Yorkeses que Gert e Chase estão bem, enquanto Leslie e Frank enfrentam Jonah sobre suas ações. Os Runaways invadem a Igreja de Gibborim, encontram Geoffrey e o "resgatam". Janet liberta Victor de sua estase depois que ela percebe que ele está bem há um tempo. Karolina conta a Nico sobre o assassinato de Amy, deixando-a arrasada. Alex amarra Geoffrey e diz que ele responderá a ele agora.                                                                                              |              |                                         |                     |                                  |                        |
| 17 | 7            | "Last Rites" "(Últimos Ritos)"          | James Madigan       | Quinton Peeples                  | 21 de dezembro de 2018 |
| Há vinte anos, Jonah vê David Eller morrer enquanto coloca Leslie sob suas asas. No presente, Karolina diz aos Fugitivos que está vendo Jonah e que ele só quer que ele e sua família saiam. Os Runaways estão chateados com essa notícia, mas eles a impedem de ler Jonah enquanto organizam uma missão de resgate para a família de Karolina. Victor vê a mensagem de Chase no futuro e é comovido. Os Steins e os Yorkeses se preparam para derrotar Jonah e destruir sua nave. Os Runaways e Geoffrey distraem o exército da igreja de Jonah invadindo suas vans e depois esgueirando-se para o local da construção. Frank é confrontado pelo irmão de Destiny, Oscar, e acidentalmente o mata. Os fugitivos não conseguem resgatar a família de Karolina quando todos chegam. O Orgulho explodiu o navio. Jonah está furioso, mas ele é morto por um Nico vingativo. Quando ele morre, ele de repente fala com um sotaque australiano e não consegue reconhecer ninguém. Nico coloca o orgulho para dormir enquanto ela e os fugitivos escapam. Karolina está desanimada com a decisão de Nico de matar Jonah.                                                         |              |                                         |                     |                                  |                        |
| 18 | 8            | "Past Life" "(Vida Passada)"            | Anna Mastro         | Kendall Rogers                   | 21 de dezembro de 2018 |
| Há décadas, a entidade que eventualmente se tornaria Jonah tomou posse de um médico de Melbourne depois de seu anfitrião anterior morrer e ajuda a estabelecer a Igreja de Gibborim. No presente, o Orgulho está feliz por se livrar de Jonas, para que agora possam se concentrar em seus filhos. Gert planeja frequentar a faculdade. Chase mais tarde descobre e fica chateado. Karolina se recusa a conversar com Nico e se dirige à igreja para encontrar algo sobre Jonah. Ela encontra um dispositivo de gravação com ele e aprende sua história. Livvie tenta limpar o nome de Darius, mas Catherine ordena que o parceiro de Flores, AWOL, ataque ela e sua família como um aviso. Ela se une a Alex e os Runaways para provar Darius inocente e descobrir o envolvimento de Catherine. Frank conta a Leslie sobre o assassinato de Oscar e este último chama Flores para encobrir o crime. Frank então diz aos seguidores da igreja que Leslie era a assassina. Geoffrey vai até Tamar para ajudá-la e ela promete voltar para ele. Os fugitivos escapam do albergue em que estavam hospedados, mas Molly fica para trás para ajudar os outros a escapar.         |              |                                         |                     |                                  |                        |
| 19 | 9            | "Big Shot" "(Grande Tiro)"              | Wendey Stanzler     | Kirk A. Moore                    | 21 de dezembro de 2018 |
| Molly se mantém contra Flores quando os Runaways chegam e a recuperam. Flores diz ao Pride que seus filhos planejam se vingar deles e eles respondem criando "armas" para lidar com eles, embora alguns pais sejam contra. Tina começa a agir de maneira estranha ao paquerar Robert, enquanto Stacey começa a ser discreta com Dale. Alex elabora um plano para chegar ao AWOL, mas não corre como planejado. AWOL, irritado, confronta Flores sobre as crianças terem habilidades, mas ele diz para ele ficar na fila. Os Wilders dizem a Tamar que eles a protegerão, mas ela está trabalhando secretamente com a AWOL para vingá-los. AWOL faz um acordo com Alex para encontrar os pais e mantê-lo fora, o que irrita Livvie. Ela informa o resto dos fugitivos e eles o repreendem por isso. AWOL se torna o principal agente do Pride e ele mata Flores. Karolina começa a ouvir uma voz estranha, mas não consegue determinar de onde veio. Old Lace é pulverizado com um patógeno que deixa ela e Gert doentes e acamados. O AWOL liga todos e sequestra Livvie para encontrar os Runaways.                                                                        |              |                                         |                     |                                  |                        |
| 20 | 10           | "Hostile Takeover" "(Aquisição Hostil)" | Jeffrey W. Byrd     | Ashley Wigfield                  | 21 de dezembro de 2018 |
| AWOL e seus homens chegam com Livvie no albergue, mas Nico lança um feitiço de camuflagem para escondê-los. Eles tentam negociar, mas o AWOL se torna cada vez mais desesperado. Gert e Old Lace continuam a ficar doentes, então Chase foge com eles para obter ajuda. Os Runaways enganam AWOL para entrar e o mantêm refém. Quando o resto de seus homens entra, Nico fica inconsciente, de repente se levanta e usa um novo poder para fazer todos desaparecerem. Livvie percebe que não pode ficar e que deve proteger Tamar. Chase leva Gert e Old Lace aos Yorkeses e Stacey revela que os deixou doentes para levá-los para casa, irritando Dale. Victor começa a exibir um comportamento estranho quando não se lembra de ter feito sexo com Janet e Tina continua a agir de maneira paqueradora. Quando Victor e Tina se encontram, eles parecem ser pessoas diferentes. Leslie tenta convencer Frank de que a igreja é uma mentira e que eles devem deixá-la para trás, mas Frank e os membros da igreja fazem com que ela seja recondicionada. Victor deixa estranhas mensagens alienígenas pela cidade.                                                        |              |                                         |                     |                                  |                        |
| 21 | 11           | "Last Waltz" "(Última Valsa)"           | Ramsey Nickell      | Tracy McMillan                   | 21 de dezembro de 2018 |
| Os Yorkeses tentam interrogar Chase sobre onde estão as outras crianças, mas são interrompidos por Tina, que eles são forçados a trancar também. O resto dos Runaways deduz onde Chase e Gert estão e os resgata, mas Old Lace é deixado para trás e tranqüilizado. Os Yorkeses decidem usar o Old Lace para poder continuar acompanhando Gert. Leslie é levada por Frank e pela igreja à Cratera para recondicionamento e descobre sua mãe, Susan, que revela que sabe que está escondendo outra gravidez inesperada. Nico enterra seu Cajado Único, pois sente que é muito perigoso de usar. Molly revela que seu aniversário era no dia anterior, então os fugitivos decidem jogar para ela uma Quinceanera. Enquanto fazia compras, Karolina conhece uma mulher estranha chamada Xavin, que desaparece misteriosamente. Victor usa um sinal especial para entrar em contato com Chase e diz que ele não está melhorando como se acreditava anteriormente. Os fugitivos têm o Quinceanera, mas Chase revela depois que ele está voltando para seus pais, irritando e perturbando todos.                                                                                  |              |                                         |                     |                                  |                        |
| 22 | 12           | "Earth Angel" "(Terra Anjo)"            | Stephen Surjik      | Warren Hsu Leonard               | 21 de dezembro de 2018 |
| Vaughn, membro da igreja, entra em contato com Karolina, que recruta Nico e Molly, e os quatro vão para a cratera para resgatar Leslie. Karolina recebe ajuda de Susan e juntos eles convencem os frequentadores da igreja de que Frank é corrupto. As crianças e Leslie vão embora, enquanto Susan assume o controle da cratera e tranca Frank. Victor revela sua doença, que é semelhante à de Jonah, a Chase e o mantém estagiário no Pride. Chase fica desconfiado depois de ouvir dois outros funcionários que foram usados como cobaias em um experimento do Pride anteriormente, então ele faz algumas escavações. Alex pega uma arma com suas impressões digitais de Tamar para que ele possa encontrar seus pais enquanto Gert percebe que ela ainda está conectada a Old Lace. Victor finalmente mostra a Chase a sede real do Orgulho e finalmente o convence a se juntar, com a condição de que eles não prejudiquem seus amigos. As meninas levam Leslie de volta ao albergue que Gert aprova, mas Alex está preocupado. Enquanto Karolina descansa em seu quarto, ela é visitada por Xavin, uma alienígena que muda de forma, que diz que ela é sua noiva.    |              |                                         |                     |                                  |                        |
| 23 | 13           | "Split Up" "(Dividir)"                  | Jeffrey Webb        | Quinton Peeples                  | 21 de dezembro de 2018 |
| Xavin explica que lhe foi prometida Karolina como parte de uma profecia. Enquanto fala com Leslie, Xavin revela que ela (Leslie) está grávida do herdeiro de Jonah e que sua família habitou outros corpos e eles virão atrás dela e de Karolina. Chase se encontra com os Runaways e diz a eles que seus pais os buscarão com armas. Uma perseguição se inicia e os fugitivos se separam. Nico confronta seus pais e briga com eles, resultando em vidro quebrado sendo incorporado no pescoço de Robert. Alex é perseguido por seus pais, mas ele os engana para que sejam pegos pelos policiais e os prendem. Karolina, Janet e Chase percebem que Victor é realmente Jonah e são todos capturados. Molly supera Dale enquanto Stacey, mais uma vez agindo fora do personagem, captura Gert. Dale decide fugir com Gert e Old Lace. Alex, Molly, Nico, Leslie e Xavin tentam planejar enquanto Victor, Stacey e Tina (todos possuídos), se perguntam onde está o membro desaparecido e decidem usar Karolina, Chase e Janet para prolongar suas vidas. |              |                                         |                     |                                  |                        |

### 3.ª temporada (2019)
| N.º na série | N.º na temp. | Título                                                   | Dirigido por        | Escrito por                       | Exibição original      |
| --- | ------------ | -------------------------------------------------------- | ------------------- | --------------------------------- | ---------------------- |
| 24 | 1            | "Smoke and Mirrors" "(Fumaça e Espelhos)"                | Larry Teng          | Tracy McMillan                    | 13 de dezembro de 2019 |
| A família de Jonah coloca Chase, Karolina e Janet em êxtase para viver seus maiores desejos, embora Janet finalmente perceba que ela está no algoritmo e tente escapar. Gert, finalmente farto de Dale tentando protegê-la, o convence a deixá-la ir. Por sua vez, ele a ensina a controlar o Old Lace de maneira mais eficaz. Nico tem uma visão de Morgan le Fay antes de Xavin informar Molly, Alex e Leslie que Jonah e sua família possuíam Victor, Stacey, Tina e um quarto indivíduo desconhecido. Catherine assume a culpa pela morte de Darius para que Geoffrey possa se libertar. Xavin posa como Gert para distrair Jonah e sua família, enquanto Alex e Nico entram sorrateiramente em sua casa para encontrar os capturados. Depois de encontrá-los, eles são capazes de comunicar seu plano de fuga. Molly consegue chegar a Stacey por tempo suficiente para ela fugir. Victor e Tina voltam a tempo de Alex e Nico se esconderem, mas percebem que algo está errado. Leslie começa a ter dores de parto. Quando ela vai ao hospital para fazer um ultra-som, ela descobre que seu bebê é parte alienígena.                                                 |              |                                                          |                     |                                   |                        |
| 25 | 2            | "The Great Escape" "(A Grande Fuga)"                     | Philip John         | Warren Hsu Leonard                | 13 de dezembro de 2019 |
| Janet e Chase descobrem que podem manipular o algoritmo com base em seus desejos. Karolina é forçada a assistir um Nico doente enquanto Jonah lhe dá um ultimato. Enquanto Gert se prepara para sair com Old Lace, Stacey chega para avisá-la e Dale sobre Jonah, mas converte de volta; forçando Gert a nocautear enquanto ela e Dale fogem separadamente. Alex e Nico descobrem que precisam recuperar o resumo de Jonah, o que fazem com sucesso. No entanto, Jonah encontra a equipe de Nico e a quebra. Tina convence os cientistas da WIZARD a desenvolver um novo veículo para viagens espaciais, enquanto Molly e Xavin roubam dela alguns inibidores de detecção de alienígenas. Janet e Chase conseguem se infiltrar no algoritmo um do outro e se reunir com Karolina. Eles encontram a porta, mas precisam esperar por Alex, que está tentando desbloquear o algoritmo enquanto Nico luta com Jonah. Molly chega e o nocauteia quando Xavin, Gert e Old Lace se reúnem com o grupo. Chase e Karolina escapam, mas Janet escolhe ficar; tornando-se parte do algoritmo. Enquanto os fugitivos se reúnem no albergue, Nico acredita que ela é um dos alienígenas. |              |                                                          |                     |                                   |                        |
| 26 | 3            | "Lord of Lies" "(Lorde das Mentiras)"                    | Allison Liddi-Brown | Kirk A. Moore                     | 13 de dezembro de 2019 |
| Xavin quer matar Nico, mas os outros a impedem, pois acreditam que ela tem ciúmes de seu relacionamento com Karolina. Nico decide finalmente destruir sua equipe, mas recebe outra visão de Morgan. Catherine diz a Geoffrey para entrar em contato com Alex, obtendo seu número de Tamar, que ainda está bravo com ele. Quando ele consegue, Geoffrey pede a Alex para ver sua mãe enquanto o resto dos Runaways vai à casa de Nico para conseguir que os inibidores determinem qual deles é o filho de Jonah, apenas para depois descobrir que eles estão claros. Nico vê uma foto de Tina com Morgan e visita Robert, que não sabe quem é Morgan. Isso acaba sendo uma ilusão, pois o verdadeiro Robert está no hospital. Leslie se encontra com a mãe para se proteger, mas só recebe conselhos. Jonah e sua família continuam a construir seu novo navio, embora exija que todos os quatro o usem. Catherine é morta por colegas presos contratados por Tamar. Assim como Alex descobre a morte de sua mãe, ele é revelado como filho e leva Leslie a negociar com Jonah para ficar na Terra enquanto os Runaways assistem de suas câmeras escondidas.                 |              |                                                          |                     |                                   |                        |
| 27 | 4            | "Rite of Thunder" "(Rito de Trovão)"                     | Jeremy Webb         | Russ Cochrane                     | 13 de dezembro de 2019 |
| Leslie começa a entrar em trabalho de parto. Em vez de ir ao hospital, Alex a leva para a casa de Tamar. Leslie secretamente diz a ela que está ciente de que algo está errado com Alex e tenta entrar em contato com Karolina. Chase usa a tecnologia inibidora para cobrir as armas que planejam usar contra Jonah e sua família. Ele e Gert ficam no albergue enquanto o resto dos Runaways vai para o Tamar's. Alex foge de Karolina e Nico, enquanto Molly e Xavin ajudam Leslie a dar à luz uma filha que ela chama de Elle. Eles encontram o Resumo e voltam enquanto Xavin fica com Leslie. Ela descobre que sua profecia significava que ela deveria criar Elle como sua, mas Alex retorna e sequestra Elle. Os fugitivos enfrentam Jonah e sua família; conseguindo recuperar Elle antes que Xavin use o dispositivo de transporte para enviá-la ao espaço. Jonah e sua família atacam os Runaways, mas Nico convoca o Cajado de Um e faz com que todos desapareçam, embora ela garanta aos outros que eles não estão mortos. Morgan chega ao hospital para acordar Robert para que ele possa servi-la.                                                           |              |                                                          |                     |                                   |                        |
| 28 | 5            | "Enter the Dreamland" "(Entre na Terra dos Sonhos)"      | Rob Hardy           | Quinton Peeples                   | 13 de dezembro de 2019 |
| Os Runaways acordam em um albergue reformado e conhecem Quinton, o Grande, que revela que eles estão no "lugar magro", que persegue seus medos, pois todos acabam em diferentes cenários. Karolina conhece Destiny e os outros adolescentes sacrificados, que a usam como isca para reprimir uma versão monstruosa de Nico, embora ela consiga escapar quando percebe que a morte de Jonah deveria ter sido seu fardo. Nico é guiado por Amy para salvar Tina de reviver a morte de Amy, que identifica seus arredores como a Dimensão das Trevas. Molly testemunha seus pais envenenando alegremente os membros da Igreja de Gibborim e escapa. Chase resgata Victor de seu pai abusivo, enquanto Gert convence Stacey a confiar nela, permitindo que ela alimente Old Lace. Amy revela que ela é o peão de Morgan antes de Tina e Nico abrirem um portal de volta ao mundo real, embora os Runaways sejam forçados a deixar Alex ainda desaparecido. Quando eles saem, Amy é revelado como Quinton disfarçado. O grupo logo descobre que eles se foram por seis meses. |              |                                                          |                     |                                   |                        |
| 29 | 6            | "Merry Meet Again" "(Feliz Encontrar Novamente)"         | Vanessa Parise      | Ashley Wigfield                   | 13 de dezembro de 2019 |
| A WIZARD lança um novo telefone gratuito chamado Corvus, que parece ter um efeito violento nas pessoas quando ele quebra. Gert faz amizade com um estagiário da WIZARD chamado Max, de quem Chase rapidamente fica com ciúmes. Karolina descobre que Leslie reformou a Igreja de Gibborim enquanto Molly decide se voluntariar na Igreja. Ela encontra Dale trabalhando lá, mas ele quer se distanciar de todos. Victor e Stacey tentam se lembrar e aprender sobre o destino de Janet. Nico se encontra com Tina, que diz para ela ficar longe de Morgan. Mais tarde, ela descobre que Robert se recuperou e está namorando Morgan. Geoffrey reparou seu relacionamento com Tamar e os dois estão trabalhando em um projeto com a WIZARD. Chase, Gert, Nico e Karolina participam de uma festa da WIZARD, onde Robert apresenta Morgan como o novo CEO, para a raiva de Tina. Gert e Chase decidem fazer uma pausa, enquanto Nico aceita a oferta de Morgan de treinar com ela para salvar Alex e termina com Karolina. Gert, Chase e Karolina voltam para o albergue, onde encontram Molly presa em transe pelo telefone Corvus.                                          |              |                                                          |                     |                                   |                        |
| 30 | 7            | "Left-Hand Path" "(Caminho da Mão Esquerda)"             | Katie Eastridge     | Tracy McMillan & Kendall Rogers   | 13 de dezembro de 2019 |
| Karolina destrói o telefone e salva Molly, mas fica horrorizada ao saber que quase machucou seus amigos. Eles fazem um vídeo avisando as pessoas sobre os telefones da igreja, mas Morgan o remove imediatamente. Ainda chateada com Leslie, Molly confia em Bodhi, uma voluntária, revelando seus poderes a ele, sem saber que ele está trabalhando para Morgan. Nico descobre que Tina está em um hospital psiquiátrico e a explode. Eles retornam ao hotel de Morgan para recuperar seu grimório, o Darkhold. Tina liberta Robert do feitiço de Morgan para que ele possa ajudar a encontrá-los. Ele localiza com sucesso o Darkhold, usa seus óculos para gravar as páginas necessárias e as entrega a Nico antes que Morgan o pegue e o mate. Victor e Stacey aprendem sobre os telefones, mas Geoffrey os captura. Karolina, Chase e Gert encontram Dale enquanto tentam procurar Molly, mas o clã de Morgan chega e os captura também. Nico retorna ao albergue para retornar à Dimensão Negra, apenas para ser interrompido pela chegada de Tyrone Johnson e Tandy Bowen.                                                                                           |              |                                                          |                     |                                   |                        |
| 31 | 8            | "Devil's Torture Chamber" "(Câmara de Tortura do Diabo)" | Jeff Woolnough      | Warren Hsu Leonard & Stu Selonick | 13 de dezembro de 2019 |
| Tyrone e Tandy levam Nico para resgatar seus amigos, mas deixam os pais no letreiro de Hollywood. O grupo retorna à Dark Dimension para localizar Alex, apenas para acabar em uma Los Angeles dizimada. Alex está preso em uma prisão para ser torturado por Darius por cometer assassinato, mas ele se recusa a pedido de Catherine. O grupo encontra Quinton, que os guia para a prisão, mas ele é morto imediatamente depois pelas gangues locais. Enquanto navegam pela prisão, Tyrone descobre que Gert ainda se importa com Chase e teme perdê-lo junto com Molly e Old Lace, enquanto Tandy aprende sobre a contínua devoção de Nico a Karolina. Eles logo enfrentam um Quinton possuído e vários homens armados. Quando Alex os vê em apuros, ele desiste e mata Catherine; libertando a si mesmo e a seus amigos. Enquanto eles escapam da Dimensão das Trevas, Tandy vê que Alex quer os poderes de seus amigos, mas ele afirma que era o objetivo da dimensão. Quando Tandy e Tyrone partem, Molly é revelado estar na companhia do clã de Morgan, que a induz a entrar no grupo.                                                                                |              |                                                          |                     |                                   |                        |
| 32 | 9            | "The Broken Circle" "(O Círculo Quebrado)"               | Geeta V. Patel      | Russ Cochrane & Kirk A. Moore     | 13 de dezembro de 2019 |
| Geoffrey vê Molly sendo usada por Morgan e supera seu controle. Ele entra em contato com os membros restantes do Pride para ajudá-lo a resgatá-la. Enquanto eles conseguem, Tina descobre que Morgan planeja combinar a Dimensão Negra com a Terra. O Pride leva Molly de volta ao Hostel, onde todos descobrem que Morgan também planeja usar seu novo serviço telefônico para subjugar todos em seu novo exército para uma aquisição global. Chase e Gert fazem as pazes enquanto Dale usa o sangue de Karolina para tornar todos imunes aos telefones de Morgan. Stacey e Leslie tendem a Geoffrey, que foi ferido durante o resgate, enquanto ele tem uma conversa tensa com Alex. Morgan chega para forçar Nico a se juntar a ela e tenta mandar os Runaways. Janet, no entanto, consegue interromper o serviço telefônico de Los Angeles, arruinando os planos de Morgan. Uma briga começa, com Gert desenhando um círculo de sal ao redor dela e Tina usando sua magia para finalmente banir Morgan de volta à Dimensão Negra. No entanto, Gert é gravemente ferido durante a luta e morre nos braços de Chase.                                                      |              |                                                          |                     |                                   |                        |
| 33 | 10           | "Cheat the Gallows" "(Trapaça a Forca)"                  | Ramsey Nickell      | Quinton Peeples                   | 13 de dezembro de 2019 |
| Três anos depois de derrotar Morgan, Molly está a caminho de se formar na Atlas, Karolina entrou em um relacionamento com uma garota chamada Julie, Nico viajou para o exterior e dominou sua magia, Alex e sua família fundaram a Wilder Innovators e Chase se escondeu. enquanto tenta aperfeiçoar a viagem no tempo. Um Alex malvado de 2028 chega para matar seus amigos no passado, mas sua versão de Chase chega para detê-lo. Future Chase reúne todos, menos o passado, e viaja até o dia anterior ao descobrimento do porão dos pais e se infiltrar na escola para encontrar o Future Alex. Eles conseguem capturá-lo, com o presente Alex levando-o de volta ao seu tempo para que Nico possa colocá-lo na prisão, enquanto todo mundo viaja de volta à luta com Morgan para resgatar Gert. Eles fazem isso com sucesso, embora o Future Chase seja morto. Todos os futuros fugitivos desaparecem, esperançosos por um futuro melhor. Enquanto a turma se prepara para o café da manhã, Alex encontra uma nota do futuro mencionando Mancha e matando Nico antes que ele a guarde no bolso para que ele possa se juntar a seus amigos.                            |              |                                                          |                     |                                   |                        |

## Produção

### Desenvolvimento
Um filme da Marvel Studios baseado na revista em quadrinhos Fugitivos começou a ser desenvolvido em maio de 2008, com o criador Brian K. Vaughan envolvido. Em abril de 2010, a Marvel contratou Peter Sollett para dirigir o filme, e um mês depois, Drew Pearce assinou para escrever o roteiro. O desenvolvimento do filme foi posto em espera no outubro seguinte. A Marvel decidiu ir em outra direção e desenvolver Guardiões da Galáxia. Pearce explicou em setembro 2013 que o filme dos Fugitivos ainda poderia fazer parte da Fase Três do Universo Cinematográfico Marvel. Em outubro de 2014, depois de anunciar os filmes da Fase Três da Marvel sem Fugitivos, o presidente da Marvel Studios, Kevin Feige, comentou sobre o projeto: "Um roteiro incrível que existe em nosso cofre de roteiros ... Em nossa televisão e discussões de futuros filmes, é sempre um que nós falamos, porque temos um projeto sólido lá. [Mas] nós não podemos fazer todos eles."
A Marvel Television, sediada na ABC Studios, estava esperando pelo showrunner certo antes de seguir adiante com uma série de televisão sobre os personagens. Josh Schwartz e Stephanie Savage, cuja empresa Fake Empire Productions tinha um contrato com a ABC, independentemente trouxeram a propriedade durante uma reunião geral com o estúdio e, em agosto de 2016, a dupla tinha passado um ano conversando com a Marvel sobre transformar Fugitivos em uma série de televisão. Nesse mês, foi anunciado que o serviço de streaming Hulu encomendou um episódio piloto e roteiros para uma temporada completa de Runaways, para serem co-produzidos pela Marvel Television, ABC Signature Studios e Fake Empire Productions. O produtor executivo Jeph Loeb sentiu que "foi uma decisão fácil" ter o Hulu transmitindo a série em vez das outras redes com as quais a Marvel Television trabalha, porque "estávamos muito entusiasmados com a possibilidade de ingressar em uma rede jovem e em crescimento". Da mesma forma que quando fomos para a Netflix, ela era jovem e crescia no lado original, parece que estamos no lugar certo, na hora certa, com a série certa." Loeb e Marvel Television também ficaram impressionados com o sucesso de The Handmaid's Tale, do Hulu, que ajudou a justificar a decisão. Schwartz e Savage escreveram o piloto e atuaram como showrunners na série, bem como produtores executivos ao lado de Loeb e Jim Chory. Em maio de 2017, Runaways recebeu uma ordem de 10 episódios do Hulu.
Lis Rowinski da Fake Empire produz a série, e Vaughan serve como um consultante executivo. Sobre isso, Vaughan observou que ele "fez um pouco de consultoria no início do desenvolvimento", mas sentiu que a série "encontrou os 'pais adotivos' ideais em Josh Schwartz e Stephanie Savage ... [que] adaptaram adoravelmente [os quadrinhos] em um drama estiloso com uma pegada Los Angeles contemporânea." Ele também elogiou o elenco, a equipe e os roteiristas que trabalham na série, e achou que o piloto parecia "ter saído diretamente das páginas de Adrian Alphona", se referindo ao artista que trabalhou com Vaughan quando ele criou os personagens. Em 8 de janeiro de 2018, o Hulu renovou a série para uma segunda temporada de 13 episódios.

### Escrita
Schwartz foi um fã do quadrinho Fugitivos por algum tempo, e apresentou a história para Savage, tendo dito a ela: "Eu sei que você não lê gibis, mas eu acho que você vai gostar disso." Loeb descreveu a série como o The O.C. do Universo Cinematográfico Marvel que, segundo Schwartz, significa "tratar os problemas dos adolescentes como se fossem adultos" e fazer com que a série "parecesse verdadeira e autêntica à experiência adolescente, mesmo neste contexto elevado." Os produtores notaram que a série também exploraria a perspectiva dos pais, com o piloto contando a história do ponto de vista dos Fugitivos, e o segundo episódio mostrando a mesma história da perspectiva de seus pais—a perspectiva do Orgulho.
Schwartz comparou o tom de Runaways ao dos quadrinhos em que a série é baseada, dizendo que muito do tom que Vaughn usou ao escrever os quadrinhos "não parece tão diferente" dos tons em que ele e Savage gostam de trabalhar, "Há humor, angústia, romance e triângulos amorosos, então há muita sobreposição que pareceu muito orgânica para nós." A dupla ficou entusiasmada com a liberdade dada a eles pelo Hulu em comparação às emissoras habituais que estavam acostumados a trabalhar, como permitir que as crianças falassem palavrões na série, não tendo durações definidas para cada episódio, e sendo capaz de explorar a história dos pais. Schwartz descreveu a série como uma história de coming-of-age e um drama familiar, com foco nos personagens que podem levar a longos trechos da série não apresentando ação e super-poderes, então "se você não visse o título da série, você não saberia que estava em uma série de super-herói da Marvel por longos momentos  ... Esse foi o nosso ponto de partida estético, mas há episódios onde há coisas estilo Marvel."
Falando sobre a segunda temporada, Schwartz disse que a série "aceleraria", já que a temporada estaria seguindo as crianças em fuga, dizendo: "Nosso foco muda para essas crianças tentando sobreviver nas ruas ... há uma maior sensação de tensão e momentum de acordo com onde estamos nesta parte da história." Ele acrescentou que a experiência das crianças em fuga as obrigaria a crescer e fazê-las confrontar e lidar rapidamente com temas adultos. Ele acrescentou que a relação entre Nico e Karolina, que começou no final da primeira temporada, seria "o núcleo emocional" da segunda. Quanto aos pais na temporada, Schwartz descreveu eles como competindo contra o relógio "para encontrar seus filhos antes que algo potencialmente catastrófico pudesse ocorrer". Desde que as crianças sabem sobre seus poderes, eles são utilizados mais na temporada. Além disso, o albergue em que as crianças se mudam é uma mansão decadente sob o Griffith Park.

### Escolha do elenco

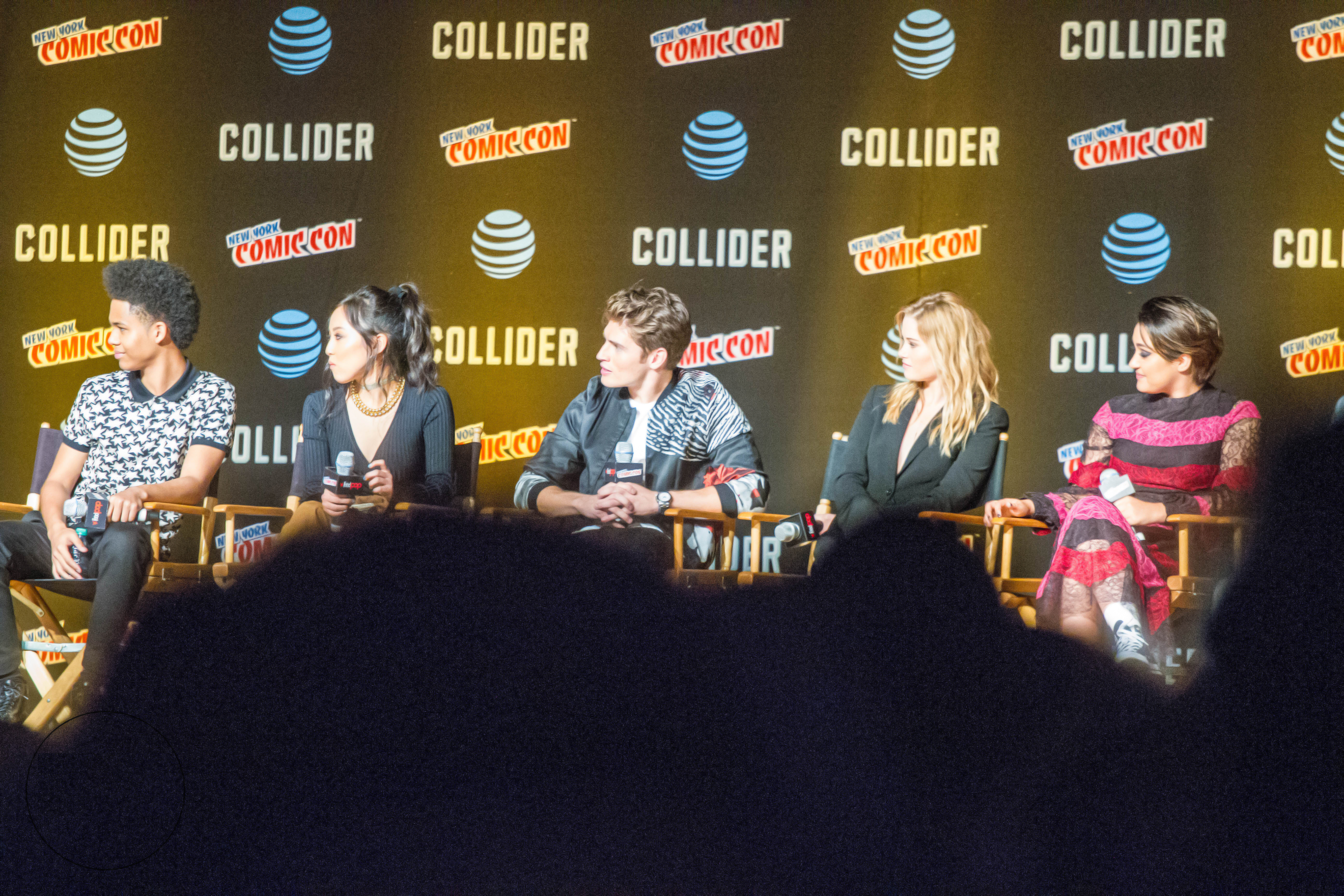
Elenco de Runaways durante a New York Comic Con (da esquerda para a direita: Rhenzy Feliz, Lyrica Okano, Gregg Sulkin, Virginia Gardner e Ariela Barer).

Em fevereiro de 2017, a Marvel anunciou o elenco dos Fugitivos, com Rhenzy Feliz como Alex Wilder, Lyrica Okano como Nico Minoru, Virginia Gardner como Karolina Dean, Ariela Barer como Gert Yorkes, Gregg Sulkin como Chase Stein e Allegra Acosta como Molly Hernandez. Pouco depois, a Marvel anunciou o elenco do Orgulho, com Ryan Sands como Geoffrey Wilder, Angel Parker como Catherine Wilder, Brittany Ishibashi como Tina Minoru, James Yaegashi como Robert Minoru, Kevin Weisman como Dale Yorkes, Brigid Brannagh como Stacey Yorkes, Annie Wersching como Leslie Dean, Kip Pardue como Frank Dean, James Marsters como Victor Stein e Ever Carradine como Janet Stein. Loeb elogiou o diretor de elenco Patrick Rush, explicando que todos os regulares de Runaways foram a primeira escolha dos produtores para o papel. A maioria das crianças são interpretadas por "caras novas", o que foi uma escolha intencional.
Em agosto de 2017, Julian McMahon foi escalado para o papel recorrente de Jonah. Para a segunda temporada, Schwartz disse que "personagens realmente populares e empolgantes" das histórias em quadrinhos apareceriam. Em outubro de 2018, foi anunciado que Jan Luis Castellanos havia se juntado ao elenco no papel do vilão Topher.

### Filmagens
As filmagens do piloto começaram em 10 de fevereiro de 2017, em Los Angeles, sob o título de produção Rugrats, e terminaram em 3 de março de 2017. Após a conclusão das filmagens do piloto, houve preocupação entre o elenco e a equipe de que a greve dos roteiristas impediria que a série fosse adiante. No entanto, a greve não aconteceu, e as filmagens no resto da temporada começaram no final de junho, novamente em Los Angeles. A produção da primeira temporada foi concluída em 21 de outubro.
As filmagens da segunda temporada começaram em abril de 2018, novamente em Los Angeles sob o título de produção Rugrats. As filmagens da temporada continuaram até o final de setembro de 2018.

### Música
Em maio de 2017, Siddhartha Khosla foi contratada para compor a música da série. Khosla disse que, devido à sua história como compositor, seu processo de trilha envolve "trabalhar nessas histórias de canções e tecer elas através de diferentes episódios". Ele descreveu a trilha de Fugitivos como sendo "completamente sintetizada".
| Runaways (Original Soundtrack) |                                |                                  |         |  |
| N.º                            | Título                         | Artista                          | Duração |  |
| 1.                             | "Runaways Theme"               | Siddhartha Khosla                | 1:13    |  |
| 2.                             | "May I Have This Dance"        | Francis and the Lights           | 2:53    |  |
| 3.                             | "Cane Shuga"                   | Glass Animals                    | 3:17    |  |
| 4.                             | "King Charles (Clean)"         | Yungblud                         | 2:41    |  |
| 5.                             | "Drinkee"                      | Sofi Tukker                      | 4:59    |  |
| 6.                             | "Ocean Eyes (Blackbear Remix)" | Billie Eilish                    | 3:14    |  |
| 7.                             | "Beat Goes On"                 | Lizzy Land                       | 3:40    |  |
| 8.                             | "All My Heroes"                | [Bleachers                       | 3:03    |  |
| 9.                             | "Antidote (Live Arrangement)"  | Emily Wells                      | 5:43    |  |
| 10.                            | "Fuerza (feat. Nani Castle)"   | Tony Quattro                     | 3:40    |  |
| 11.                            | "Beyond a Mortal"              | Austra                           | 5:45    |  |
| 12.                            | "Long Life"                    | Bombadil                         | 2:38    |  |
| 13.                            | "Blanket Me"                   | Hundred Waters                   | 4:56    |  |
| 14.                            | "Gert's Lullaby"               | Siddhartha Khosla & Ariela Barer | 2:19    |  |

Além disso, a partitura original da série foi lançada digitalmente em 26 de janeiro. Todas as músicas de Siddhartha Khosla:
| Runaways (Score) |                                           |         |  |
| N.º              | Título                                    | Duração |  |
| 1.               | "Runaways Theme"                          | 1:12    |  |
| 2.               | "Safe With Us"                            | 1:28    |  |
| 3.               | "Pride"                                   | 3:40    |  |
| 4.               | "Go. Go. Go."                             | 3:36    |  |
| 5.               | "Man in Bed"                              | 1:29    |  |
| 6.               | "In Love With Her Question Mark"          | 2:09    |  |
| 7.               | "Someone"                                 | 3:36    |  |
| 8.               | "Pretends Not to Hear"                    | 3:36    |  |
| 9.               | "Alpha User Has Arrived"                  | 2:47    |  |
| 10.              | "Gert's Lullaby" (featuring Ariela Barer) | 2:17    |  |
| 11.              | "Staff of One"                            | 0:26    |  |
| 12.              | "Step. On. It."                           | 2:23    |  |
| 13.              | "I'm Victor, Victor Stein"                | 2:46    |  |
| 14.              | "Molly's Escape"                          | 2:46    |  |
| 15.              | "Think You Got Hacked"                    | 3:38    |  |
| 16.              | "Not on the Same Side Anymore"            | 4:20    |  |
| 17.              | "Runaways V Pride"                        | 5:10    |  |

### Conexões com o Universo Cinematográfico Marvel
Loeb confirmou em julho de 2017 que Runaways seria parte do Universo Cinematográfico Marvel, mas que os personagens da série não se preocupariam com as ações dos Vingadores, dizendo: "O fato de que eles acharam uns aos outros e que estão passando por esse mistério juntos é o que nos interessa, e não o que o Capitão América está fazendo por aí." Sobre se os personagens da série estão cientes de super-heróis e acontecimentos do MCU, Schwartz disse: "a posição que tomamos é a realidade emocional que essas crianças estão descobrindo essas coisas sobre si mesmas pela primeira vez, e achamos que a versão mais impactante disso não era necessariamente chamar a atenção para a ideia de que talvez outras pessoas também têm poderes. Então você pode interpretar de várias maneiras diferentes. Você pode interpretar porque eles moram na Califórnia, e [Os Vingadores] aconteceu em Nova York, ou porque não aconteceu em nosso mundo. A posição da Marvel é de que tudo está conectado, mas a nossa série está tentando andar nessa linha onde a realidade que nossas crianças estão enfrentando, elas estão presenciando pela primeira vez." Ele também disse: "fomos muito capazes de contar a história que nós queríamos contar independentemente de qualquer outras histórias da Marvel que estão por aí".
Loeb disse que não havia planos para crossover entre séries de diferentes canais, mas observou que Runaways e Cloak & Dagger, da Freeform, compartilham um tema semelhante de se concentrar em heróis adolescentes. Ele acrescentou que a Marvel queria que a série se estabelecesse antes de se conectar mais com outros elementos do universo, dizendo: "coisas que estão acontecendo em Los Angeles não vão exatamente afetar o que está acontecendo em Nova Orleães [onde Cloak & Dagger se passa] ... É estar ciente disso e tentar encontrar uma maneira de poder discutir [ligações] de uma maneira que faça sentido." Falando sobre a segunda temporada, Schwartz disse que haveria uma referência no final da temporada "que provavelmente será a nossa primeira migalha real que se conecta ao MCU."

## Lançamento
Runaways estreou seus primeiros três episódios no Hulu nos Estados Unidos em 21 de novembro de 2017, com a primeira temporada consistindo de 10 episódios, e terminando em 9 de janeiro de 2018. O primeiro episodio também foi transmitido nos Estados Unidos na Freeform em 2 de agosto de 2018, após a exibição do final da primeira temporada de Cloak & Dagger; a exibição foi parte de uma parceria de marketing da Freeform com o Hulu.

### Marketing
Os membros do elenco e Schwartz e Savage apareceram na New York Comic Con 2017 para promover a série, onde um trailer da série foi revelado, juntamente com uma exibição do primeiro episódio. A série teve sua estreia no tapete vermelho no Regency Bruin Theatre em Westwood, Los Angeles em 16 de novembro de 2017.

## Recepção

### Crítica
| Temporada | Temporada | Resposta da crítica | Resposta da crítica |
| Temporada | Temporada | Rotten Tomatoes     | Metacritic          |
| --------- | --------- | ------------------- | ------------------- |
|           | 1         | 84% (70 reviews)    | 68% (21 reviews)    |
|           | 2         | 86% (22 reviews)    | TBA                 |
|           | 3         | 91% (11 reviews)    | TBA                 |

O site agregador de críticas Rotten Tomatoes relatou um índice de aprovação de 84% com uma nota média de 7.74/10 com base em 70 análises. O consenso crítico do site diz: "Séria, divertida e mais equilibrada do que o seu material de origem, Runaways encontra forte posição em um gênero super-saturado." Metacritic, que usa um média ponderada, atribuiu uma pontuação de 68 em 100 com base em comentários de 21 críticos, indicando "geralmente avaliações favoráveis".
Comentando os dois primeiros episódios da série, Joseph Schmidt do ComicBook elogiou a série por sua fidelidade aos quadrinhos, mas também por algumas das mudanças que fez, apreciando o crescente foco nos pais. Ele achou o elenco dos Fugitivos "agradável", mas "muitos dos pais roubam a cena", destacando as performances de Marsters, Wersching e Pardue.
Já para a segunda temporada, o site agregador de críticas Rotten Tomatoes relatou um índice de aprovação de 86% com uma nota média de 6.62/10 com base em 22 análises. O consenso crítico do site diz: "Runaways atinge o terreno em sua segunda temporada, mas, apesar de aprofundar as conexões entre seu elenco expansivo, histórias de fórmulas e uma dependência excessiva de dispositivos de enredo, impede-o de amadurecer completamente em um estudo de caráter convincente."
Já para a terceira temporada, o site agregador de críticas Rotten Tomatoes relatou um índice de aprovação de 91% com uma nota média de 7.92/10 com base em 11 análises. O consenso crítico do site diz: "Ao se concentrar em seu conjunto forte e nos momentos dos personagens que os fãs se apaixonaram, Runaways termina sua temporada com uma nota emocionante -e surpreendentemente introspectiva-".

### Prêmios
| Ano  | Prêmio                 | Categoria                                  | Indicação         | Resultado | Ref.   |
| ---- | ---------------------- | ------------------------------------------ | ----------------- | --------- | ------ |
| 2017 | Golden Issue Awards    | Best Ensemble Cast                         | Runaways          | Venceu    | [ 67 ] |
| 2018 | Saturn Awards          | Best New Media Superhero Series            | Runaways          | Indicado  | [ 68 ] |
| 2018 | Jerry Goldsmith Awards | Best Score for a TV show                   | Siddhartha Khosla | Indicado  | [ 69 ] |
| 2019 | BMI Awards             | BMI Streaming Media Awards                 | Siddhartha Khosla | Venceu    | [ 70 ] |
| 2019 | Saturn Awards          | Best Streaming Superhero Television Series | Runaways          | Indicado  | [ 71 ] |
| 2019 | Teen Choice Award      | Choice Drama TV Show                       | Runaways          | Indicado  | [ 72 ] |